# ذيل الثعلب القزم
ذيل الثعلب القزم واسمه العلمي (باللاتينية: Setaria pumila) نوع نباتي عشبي يتبع جنس ذيل الثعلب من الفصيلة النجيلية.

## الموئل والانتشار
موطنه بلاد الشام ومصر المغرب العربي والقوقاز ومعظم مناطق أوروبا والقوقاز. ومنها انتشر إلى أمريكا الشمالية.

## الوصف النباتي
نبات عشبي حولي ارتفاعه قد يفوق المتر. الساق غير موبرة وقد يشوبها لون بنفسجي. نصل الورقة غير موبر من الأعلى ويصل طوله إلى 30 سم. النورة سنبلة تحوي سنيبلات كثيفة يميل لونها إلى الأصفر، ولذا يسمى أحياناً وبالأخص بالإنكليزية بذيل الثعلب الأصفر.